# Абу Бакр I аш-Шахід
Абу Ях'я Абу Бакр I аш-Шахід (араб. أبو يحيى أبو بكر الشهيد; д/н — 4 жовтня 1309) — 9-й султан і 8-й халіф Держави Хафсідів з 17 вересня до 4 жовтня 1309 року.

## Життєпис
Син султана Абу Фаріса. Після загибелі батька 1283 року переховувався. Повернувся до Тунісу лише 1284 року після перемоги Абу Хафс Умара I. 1309 року після смерті халіфа Мухамада II всупереч родинній угоді 1307 року оголошений шейхами берберів з течії Альмохадів новим халіфом Хафсідів.
Панував лише 17 днів, оскільки Абу'л Бака Халід, емір Беджаї, що мав певні права на трон, з власним військом та рабами-ку'уб захопив Туніс, повалив Абу Бакра I, якого стратив. Той отримав прізвисько аш-Шахід (Мученик).